# Furius Baco
Furius Baco sont les 3e montagnes russes les plus rapides d'Europe après Hyperion, à EnergyLandia et Red Force, à Ferrari Land. Elles sont situées au parc PortAventura Park en Espagne, dans la ville de Salou. Il s'agit de montagnes russes en métal à catapultage hydraulique construites par Intamin. L'attraction privilégie la vitesse avec une accélération de 0 à 135 km/h en 3,5 secondes, ce qui en a fait les montagnes russes les plus rapides d'Europe jusqu'en 2009, détrônées par la suite par Ring Racer (actuellement fermé). Le circuit comporte une inversion pour une longueur totale de 850 m de long. Les deux trains sont composés de six rangées de quatre places, le débit de l'attraction est environ 650 personnes par heure. Elles sont alors les premières montagnes russes de type Wing Rider, et sont actuellement les seules construites par Intamin. Elles sont inaugurées en compagnie de Valentino Rossi.

## Description
- L'attraction est construite dans la section Méditerranée et sa thématique est la récolte de la vigne et la conception du vin.
- Le coût total de l'attraction s'élève à 15 millions d'euros (même montant que pour Dragon Khan, autre attraction phare du parc).
- Depuis son ouverture le 7 juin 2007, l'attraction a connu de nombreux problèmes techniques (liés à sa propulsion hydraulique et à certains problèmes de fondations notamment au-dessus du lac qui entraînaient d'importantes vibrations), ce qui a engendré des périodes de fermeture variables[3]. Il ne faut pas oublier que cette attraction est la première de ce type.
- Contexte imaginaire : un inventeur fou invente une machine pour récolter le raisin mais Baco, son singe, appuie sur le bouton rouge qui propulse le train à 135 km/h en 3,5 secondes[4], soit 1.1 g d'accélération horizontale et 4.7 g d'accélération verticale dans le premier virage.

## Galerie

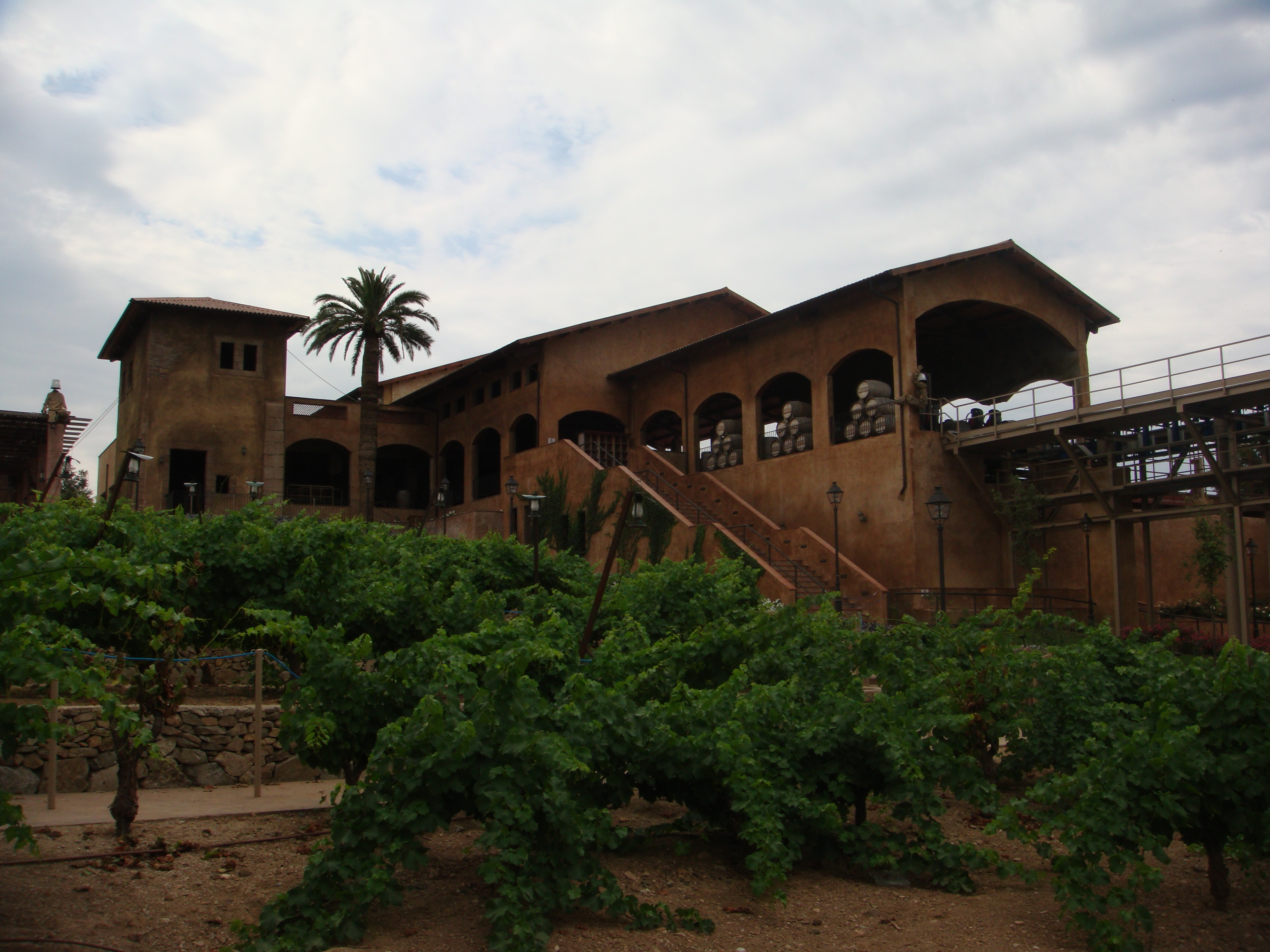
Gare de l'attraction.
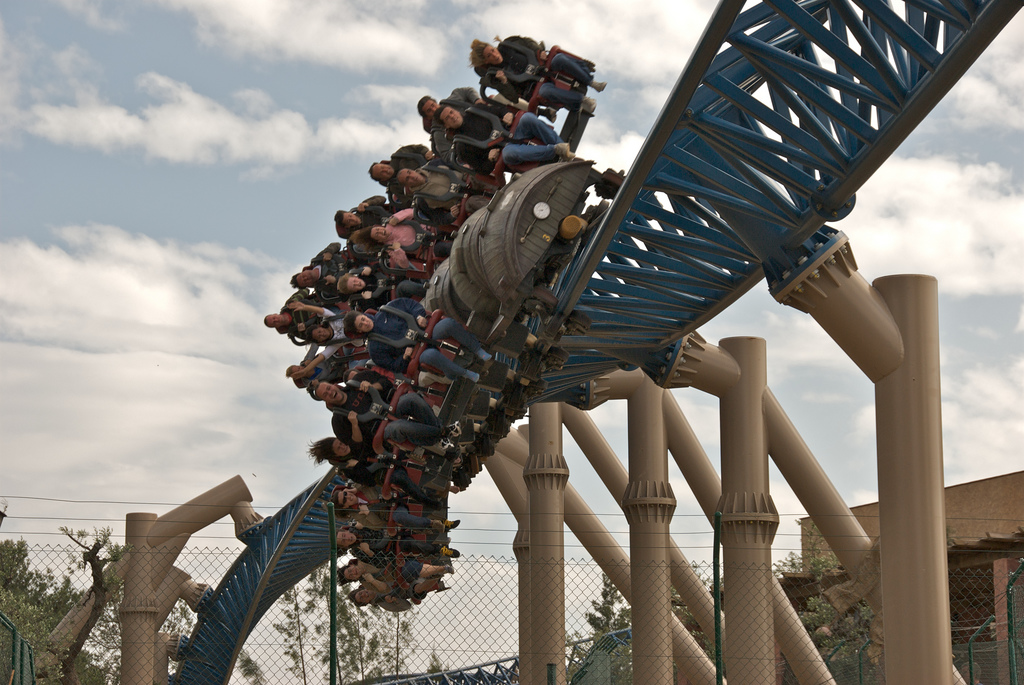
Vue de l'inline twist.